# 玉手統
玉手 統（たまて おさむ、1920年1月6日 - 2010年11月13日）は、日本の機械工学者。東北大学名誉教授。第二一代東北大学工学部長を経て、第三代八戸工業高等専門学校校長を務めた。従三位勲二等瑞宝章。

## 人物・経歴
1942年東北帝国大学工学部機械工学科卒業。1954年東北大学工学博士。1977年第二一代東北大学工学部長。1980年第三代八戸工業高等専門学校校長。1990年勲二等瑞宝章受章。1995年初代東北大学機械系同窓会会長。2010年従三位。2010年11月13日、老衰のため死去。

## 著作

### 著書
- 『宮城県沖地震の教訓』私製 1970年
- 『弾性体の変形：機械工学大系 第6巻』コロナ社 1971年
- 『材料力学 : コンピュータ時代の要請に応える』（阿部博之と共著）森北出版 1978年

### 訳書
- K. マルゲール, H. T. ヴェールンレ共著『弾性平板』培風館 1974年